# Mycetophila aguilaensis
Mycetophila aguilaensis är en tvåvingeart som beskrevs av Duret 1983. Mycetophila aguilaensis ingår i släktet Mycetophila och familjen svampmyggor. Inga underarter finns listade i Catalogue of Life.